# 1994년 메이저 리그 베이스볼 드래프트
1994년 메이저 리그 베이스볼 드래프트(1994 Major League Baseball draft) 명단은 다음과 같다.

## 1라운드
|  | = 올스타 |  |  | = 야구 명예의 전당 입성자 |

| 순서 | 선수              | 팀                    | 위치         | 학교                           |
| ---- | ----------------- | --------------------- | ------------ | ------------------------------ |
| 1    | 폴 윌슨           | 뉴욕 메츠             | 투수         | 플로리다 주립대학교            |
| 2    | 벤 그리브         | 오클랜드 애슬레틱스   | 외야수       | Martin High School             |
| 3    | 더스틴 허먼슨     | 샌디에이고 파드리스   | 투수         | 켄트 주립 대학교               |
| 4    | 안톤 윌리엄슨     | 밀워키 브루어스       | 3루수        | 애리조나 주립대학교            |
| 5    | 조시 부티         | 플로리다 말린스       | 유격수       | Evangel Christian Academy      |
| 6    | 맥케이 크리스텐슨 | 캘리포니아 에인절스   | 외야수       | Clovis West High School        |
| 7    | 더그 밀턴         | 콜로라도 로키스       | 투수         | Sarasota High School           |
| 8    | 토드 워커         | 미네소타 트윈스       | 2루수        | 루이지애나 주립 대학교         |
| 9    | C. J. 니코스키    | 신시내티 레즈         | 투수         | 세인트존스 대학교              |
| 10   | 자렛 라이트       | 클리블랜드 인디언스   | 투수         | Katella High School            |
| 11   | 마크 패리스       | 피츠버그 파이리츠     | 유격수       | Angleton High School           |
| 12   | 노마 가르시아파라 | 보스턴 레드삭스       | 유격수       | 조지아 공과대학교              |
| 13   | 폴 코너코         | 로스앤젤레스 다저스   | 포수         | Chaparral High School          |
| 14   | 제이슨 베리텍     | 시애틀 매리너스       | 포수         | 조지아 공과대학교              |
| 15   | 제이슨 피터슨     | 시카고 컵스           | 투수         | East High School               |
| 16   | 맷 스미스         | 캔자스시티 로열스     | 투수/1루수   | Grants Pass High School        |
| 17   | 라몬 카스트로     | 휴스턴 애스트로스     | 포수         | Lino Padron Rivera High School |
| 18   | 케이드 가스파르   | 디트로이트 타이거스   | 투수         | 페퍼다인 대학교                |
| 19   | 브렛 와그너       | 세인트루이스 카디널스 | 투수/외야수  | 웨이크포레스트 대학교          |
| 20   | 테런스 롱         | 뉴욕 메츠             | 1루수        | Stanhope Elmore High School    |
| 21   | 히람 보카치카     | 몬트리올 엑스포스     | 유격수       | Rexville High School           |
| 22   | 단테 파웰         | 샌프란시스코 자이언츠 | 외야수       | 캘리포니아 주립대학교 풀레턴   |
| 23   | 칼턴 로워         | 필라델피아 필리스     | 투수         | 미시시피 주립 대학교           |
| 24   | 브라이언 뷰캐넌   | 뉴욕 양키스           | 1루수/외야수 | 버지니아 대학교                |
| 25   | 스콧 엘라스턴     | 휴스턴 애스트로스     | 투수/1루수   | Lamar High School              |
| 26   | 마크 존슨         | 시카고 화이트삭스     | 1루수        | Warner Robins High School      |
| 27   | 제이콥 슈메이트   | 애틀랜타 브레이브스   | 투수         | Hartsville High School         |
| 28   | 케빈 위트         | 토론토 블루제이스     | 유격수]      | Bishop Kenny High School       |